# Metropolis 2000: Scenes from New York
Metropolis 2000 : Scenes From New York은 미국 프로그레시브 메탈밴드 드림 시어터가 발매한 VHS/DVD앨범이다. 2001년 4월 21일 엘렉트라 레코드를 통해 발매되었다. 라이브 공연은 2000년 8월 30일 뉴욕 로즈랜드 볼룸에서 열린 Metropolis 2000 투어의 마지막 공연이다.
VHS앨범에는 Scenes from a Memory앨범 부분의 공연만 들어가 있다.

## 구성
- 1999년 앨범 Metropolis Pt.2 : Scenes from a Memory의 전체 라이브 공연
- 드림 시어터 전 멤버들의 멘트
- "A Mind Beside Itself", "Learning to Live" and "A Change of Seasons"의 라이브 공연
- 무대 뒷 이야기 영상
- Metropolis 2000 월드 투어의 사진

## 곡 목록
1. Act 1, Scene 1: "Regression" – 2:46
2. Act 1, Scene 2: Part I. "Overture 1928" – 3:32
3. Act 1, Scene 2: Part II. "Strange Deja Vu" – 5:02
4. Act 1, Scene 3: Part I. "Through My Words" – 1:42
5. Act 1, Scene 3: Part II. "Fatal Tragedy" – 6:21
6. Act 1, Scene 4: "Beyond This Life" – 11:26
7. "John & Theresa Solo Spot" – 3:17
8. Act 1, Scene 5: "Through Her Eyes" – 6:17
9. Act 2, Scene 6: "Home" – 13:21
10. Act 2, Scene 7: Part I. "The Dance of Eternity" – 6:24
11. Act 2, Scene 7: Part II: "One Last Time" – 4:11
12. Act 2, Scene 8: "The Spirit Carries On" – 7:40
13. Act 2, Scene 9: "Finally Free" – 10:59

### 보너스 곡
1. "A Mind Beside Itself I: Erotomania" – 7:22
2. "A Mind Beside Itself II: Voices" – 9:45
3. "A Mind Beside Itself III: The Silent Man" – 5:09
4. "Learning to Live" – 14:02
5. "A Change of Seasons" – 24:35

## 마이크 포트노이의 실신
마이크 포트노이는 이 공연이 끝난 후 의식을 잃었다. 공식적인 언급은 이렇다 "나는 극도의 흥분상태와 탈수, 스트레스, 영양부족으로 인해 쓰러져 의식을 잃었다. 담요를 덮어쓰고 몇 시간동안 누워있은 후에야 겨우 일어났고, 공연장에서 나가기까지 몇 시간이 걸렸다"

## RIAA 인증
이 통계자료는 RIAA 인증 온라인 데이터베이스에 의해 수집된 것이다.
- 골드 - 2002년 11월 8일